# Reddellomyces magnisporus
Reddellomyces magnisporus är en svampart som beskrevs av Trappe, Castellano & Malajczuk 1992. Reddellomyces magnisporus ingår i släktet Reddellomyces och familjen Tuberaceae.   Inga underarter finns listade i Catalogue of Life.